# Polybothris goryi
Polybothris goryi es una especie de escarabajo del género Polybothris, familia Buprestidae. Fue descrita científicamente por Guérin en 1833.

## Distribución geográfica
Habita en la región afrotropical.